# Kokoszki (województwo warmińsko-mazurskie)
Kokoszki (niem. Kokosken, w latach 1938–1945 Kleinlindengrund) – wieś w Polsce położona w województwie warmińsko-mazurskim, w powiecie szczycieńskim, w gminie Rozogi. W latach 1975–1998 miejscowość administracyjnie należała do województwa ostrołęckiego.
Wieś wymieniana w dokumentach w roku 1782, zasiedlona w 1787 r. w ramach osadnictwa szkatułowego. W 1938 w ramach akcji germanizacyjnej zmieniono urzędową nazwę wsi na Kleinlindengrund. Obecnie jest to mała osada z zachowanymi chałupami drewnianymi.